# Kolonie Kienbaum
Kolonie Kienbaum ist ein Wohnplatz der Gemeinde Grünheide (Mark) im Landkreis Oder-Spree in Brandenburg.

## Geografische Lage
Der Wohnplatz liegt rund 1,3 km südöstlich von Kagel, einem Ortsteil der Gemeinde. Nord-nordöstlich liegt der Wohnplatz Neue Mühle der Gemeinde Steinhöfel, südöstlich deren Ortsteil Jänickendorf. In rund 6,6 km Entfernung befindet sich im Südwesten der Grünheider Ortsteil Hangelsberg, rund 7,5 km westlich der bewohnte Gemeindeteil Kagel-Finkenstein. Die Wohnbebauung ist vollständig von Wald umgeben und lediglich durch eine Zufahrt, den Lehnweg im Nordwesten an Kagel angebunden. In rund 2,4 km fließt die Löcknitz vorbei.

## Geschichte
In den Karten des Deutschen Reiches ist lediglich der Lehnweg bereits eingezeichnet; eine Wohnbebauung ist nicht erkennbar. Die Kolonie Kienbaum erschien erstmals im Jahr 1950 als Wohnplatz von Kagel und kam am 31. Dezember 2001 zusammen mit Kagel zur Gemeinde Grünheide (Mark).